# نهج‌البلاغه (ترجمه دشتی)
ترجمه نهج‌البلاغه نام کتابی است به قلم و ترجمه محمد دشتی که در ۷۵۲ صفحه نوشته شده است.

## انگیزه نگارش
دشتی در مقدمه کتاب، انگیزه خود را از ترجمه کتاب نهج‌البلاغه رفع ایراداتی که در ترجمه‌های دیگر موجود است، بیان می‌کند و سپس نتیجه می‌گیرد که نیاز به ترجمه‌ای جامع و پیام‌رسان با حفظ امانت در متن اصلی وجود دارد.

## ویژگی‌ها
مهم‌ترین ویژگی این کتاب، عمومی بودن ترجمه و نام گذاری خطبه‌ها، حکمت‌ها و نامه‌های علی بن ابی طالب می‌باشد. به نحوی که ۱۵۰۰ عنوان برای این مباحث انتخاب شده است.

## نمونه ترجمه
نمونه ای از ترجمه دشتی در بخشی از نامه علی بن ابی طالب به مالک اشتر:
إِیَّاکَ وَ الدِّمَاءَ وَ سَفْکَهَا بِغَیْرِ حِلِّهَا فَإِنَّهُ لَیْسَ شَیْءٌ أَدْعَی لِنِقْمَةٍ وَ لَا أَعْظَمَ لِتَبِعَةٍ وَ لَا أَحْرَی بِزَوَالِ نِعْمَةٍ وَ انْقِطَاعِ مُدَّةٍ مِنْ سَفْکِ الدِّمَاءِ بِغَیْرِ حَقِّهَا وَ اللَّهُ سُبْحَانَهُ مُبْتَدِئٌ بِالْحُکْمِ بَیْنَ الْعِبَادِ فِیمَا تَسَافَکُوا مِنَ الدِّمَاءِ یَوْمَ الْقِیَامَةِ فَلَا تُقَوِّیَنَّ سُلْطَانَکَ بِسَفْکِ دَمٍ حَرَامٍ فَإِنَّ ذَلِکَ مِمَّا یُضْعِفُهُ وَ یُوهِنُهُ بَلْ یُزِیلُهُ وَ یَنْقُلُهُ وَ لَا عُذْرَ لَکَ عِنْدَ اللَّهِ وَ لَا عِنْدِی فِی قَتْلِ الْعَمْدِ لِأَنَّ فِیهِ قَوَدَ الْبَدَنِ وَ إِنِ ابْتُلِیتَ بِخَطَإٍ وَ أَفْرَطَ عَلَیْکَ سَوْطُکَ أَوْ سَیْفُکَ أَوْ یَدُکَ بِالْعُقُوبَةِ فَإِنَّ فِی الْوَکْزَةِ فَمَا فَوْقَهَا مَقْتَلَةً فَلَا تَطْمَحَنَّ بِکَ نَخْوَةُ سُلْطَانِکَ عَنْ أَنْ تُؤَدِّیَ إِلَی أَوْلِیَاءِ الْمَقْتُولِ حَقَّهُمْ .
از خونریزی بپرهیز، و از خون ناحق پروا کن، که هیچ چیز همانند خون ناحق کیفر الهی را نزدیک مجازات را بزرگ نمی‌کند، و نابودی نعمت‌ها را سرعت نمی‌بخشد و زوال حکومت را نزدیک نمی‌گرداند، و روز قیامت خدای سبحان قبل از رسیدگی اعمال بندگان، نسبت به خون‌های ناحق ریخته شده داوری خواهد کرد، پس با ریختن خونی حرام، حکومت خود را تقویت مکن؛ زیرا خون ناحق، پایه‌های حکومت را سست، و پست می‌کند و بنیاد آن را بر کنده به دیگری منتقل سازد، و تو، نه در نزد من، و نه در پیشگاه خداوند، عذری در خون ناحق نخواهی داشت چرا که کیفر آن قصاص است و از آن گریزی نیست. اگر به خطا خون کسی ریختی، یا تازیانه یا شمشیر، یا دستت دچار تند روی شد، که گاه مشتی سبب کشتن کسی می‌گردد، چه رسد به بیش از آن- مبادا غرور قدرت تو را از پرداخت خونبها به بازماندگان مقتول بازدارد.

## نقد و بررسی
این ترجمه تا کنون چندین مرتبه مورد نقد و بررسی و مقایسه قرار گرفته است.